# Аліш Абдулла
Абдулла́ Алі́ш (псевдонім Алішева Абдулли Барейовича; *16 вересня 1908, Каюки — †25 серпня 1944) — татарський письменник, писав твори для дітей. 

## Біографічні відомості
Родом з села Каюки (Татарська АРСР).

## Творча діяльність
Писав оповідання (зб. «Прапор піонерського загону», 1931; «Хвилі», 1934; «Присяга», 1935); вірші (зб. «Разом з Ільгізом», «Мій брат», 1940); п'єси («Сусіди», «Маленький в'язень»).
Учасник Великої Вітчизняної війни; потрапивши у полон, вступив до антисталінського легіону «Ідель-Урал», утворений з полонених татар, башкортів і представників інших країн Надволжя — Мордовії, Удмуртії, Марій-Ел, Чувашії, де працював перекладачем. Разом з Мусою Джалілем нібито брав участь у поширенні підривних листівок.
1944 — страчений як солдат, що порушив присягу.
- «Прапор піонерського загону» (1931);
- «Хвилі» (1934);
- «Присяга» (1935);
- «Разом з Ільгізом» (збірка віршів);
- «Мій брат», (збірка віршів, 1940);
- «Сусіди» (п'єса),
- «Маленький в'язень» (п'єса)